# Порт Викторија PV.9
Порт Викторија PV.9 (енгл. Port Victoria P.V.9) је британски ловачки авион који је производила фирма Порт (енгл. Port). Први лет авиона је извршен 1917. године. 

Највећа брзина у хоризонталном лету је износила 177 km/h. Размах крила је био 9,42 метара, а дужина 7,67 метара. Маса празног авиона је износила 637 килограма, а нормална полетна маса 891 kg.

## Наоружање
| Наоружање авиона: Порт Викторија |     |
| Ватрено (стрељачко) наоружање    |     |
| Топ                              |     |
| Митраљез                         |     |
| Број и ознака митраљеза          | 2   |
| Калибар                          | 7,7 |
| Бомбардерско наоружање (бомбе)   |     |
| Ракетно наоружање (ракете)       |     |